# CS Jiul Petroșani
El Jiul Petroşani es un club de fútbol de Rumania que milita en la Liga III, la tercera liga de fútbol más importante del país.

## Historia
Fue fundado en el año 1919 en la ciudad de Petroşani con el nombre Clubul Atletic al Minerilor din Petroşani (Club Atlético de Mineros de Petroşani) y ha militado en la Liga I en 41 temporadas, donde su mejor participación ha sido un subcampeonato en la década de los años 20, ha ganado el torneo de Copa 1 vez en 2 finales jugadas y 1 subcampeonato en la Copa de los Balcanes.
A nivel internacional ha participado en 1 torneo continental, en la Recopa de Europa de Fútbol de 1974/75, en la que fue eliminado en la Primera Ronda por el Dundee United FC de Escocia.

## Palmarés
- Liga I: 0
  - Subcampeón: 1

1924/25
- Liga II: 8

1934/35, 1940/41, 1960/61, 1965/66, 1985/86, 1988/89, 1995/96, 2004/05
- - Subcampeón: 3

1936/37, 1987/88, 2003/04
- Liga III: 1

2002/03
- Liga IV: 1

2010/11
- Copa de Rumania: 1

1973/74
- - Finalista: 1

1971/72
- Copa de los Balcanes: 0
  - Subcampeón: 1

1978

## Participación en competiciones de la UEFA
- Recopa de Europa de Fútbol: 1 aparición

1975 - Primera Ronda

### Récord europeo
| Temporada | Torneo                     | Ronda | Club          | Casa | Visita | Global |
| --------- | -------------------------- | ----- | ------------- | ---- | ------ | ------ |
| 1974/75   | Recopa de Europa de Fútbol | 1     | Dundee United | 2–0  | 0–3    | 2–3    |

## Jugadores

### Jugadores destacados
- Cristian Albeanu
- Gabriel Apetri
- Justin Apostol
- Ionel Augustin
- Dragu Bădin
- Eric Bicfalvi
- Marian Bâcu
- Elemér Berkessy
- Tiberiu Bone
- Iosif Cavai
- Grigore Ciupitu
- Aurel Crâsnic
- Augustin Deleanu
- Florea Dumitrache
- Florentin Dumitru
- Iuliu Farkaș I
- Aurel Guga
- Daniel Huza
- Cornel Irina
- Traian Ivănescu
- Horațiu Lasconi
- Petre Libardi
- Constantin Marinescu
- Florea Martinovici
- Salif Nogo
- Damian Militaru
- Gheorghe Mulțescu
- Victor Niculescu
- Ion Nițu
- Nicolae Negrilă
- Marian Pâcleșan
- Ion Panait
- Tudor Paraschiva
- Cornel Pavlovici
- Mihai Pintilii
- Mircea Popa
- Octavian Popescu
- Sergiu Radu
- Adalbert Rozsnyai
- Ion Sburlea
- Gabriel Stan
- Andrei Stocker
- Mihai Stoichiță
- Vasile Suciu
- Daniel Timofte
- Gogu Tonca
- Marin Tudorache
- Ioan Varga
- Ion Voicu

## Entrenadores destacados
- Viorel Mateianu